# Франкфурт Лайонс

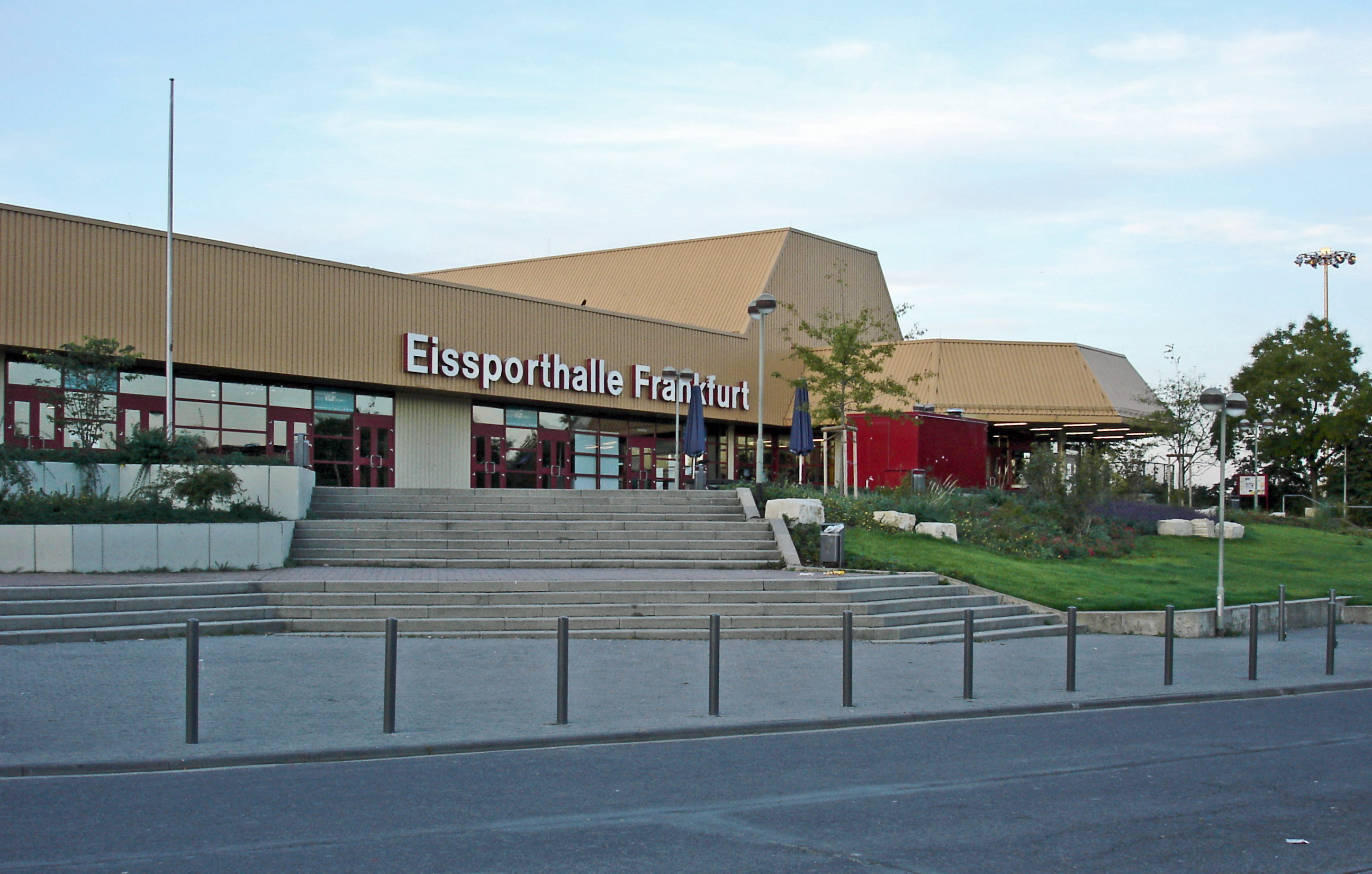
Eissporthalle Frankfurt арена

«Франкфурт Лайонс» (англ. Frankfurt Lions — Франкфуртские львы) — германский хоккейный
клуб из города Франкфурт-на-Майне. В 2010 из-за финансовых трудностей был вынужден покинуть Немецкую хоккейную лигу. На данном этапе клуб выступает в региональной немецкой лиге (Regionalliga NRW).

## История
В 1959—1991 клуб назывался «Айнтрахт Франкфурт» (нем. Eintracht Frankfurt).
В 1991—1994 клуб назывался «Франкфуртер ЕХК» (нем. Frankfurter EHC).
С 1994- 2010— «Франкфурт Лайонс» (Frankfurt Lions).
С 2010 Лёвен Франкфурт ( Löwen Frankfurt)
Высшие достижением клуба — Чемпион Германии в 2004 году, когда «Львы» в 4-х матчах финала вырвали победу у «Айсберен Берлин».
Домашние матчи проводит на Арене ам Ратсвег (нем. Eissporthalle am Ratsweg) во Франкфурт-на-Майне.

## Достижения
- Чемпион Германии — 2004.